# Миндорашвили, Давид Николаевич
Давид Николаевич Миндорашвили (1917, село Чумлаки, Сигнахский уезд, Тифлисская губерния — неизвестно, село Чумлаки, Гурджаанский район, Грузинская ССР) — звеньевой Мукузанского виноградарского совхоза Министерства пищевой промышленности СССР, Гурджаанский район, Грузинская ССР. Герой Социалистического Труда (1949).

## Биография
Родился в 1917 году в крестьянской семье в селе Чумлаки Сигнахского уезда. После окончания местной сельской школы трудился в сельском хозяйстве до призыва в Красную Армию по мобилизации. Участвовал в Великой Отечественной войне. Воевал заместителем политрука в составе 805-го стрелкового полка 392-й стрелковой дивизии. После демобилизации в звании старшины возвратился на родину. Трудился звеньевым виноградарей в Мукузанском виноградарском совхозе.
В 1948 году звено под его руководство собрало в среднем с каждого гектара по 113,8 центнеров винограда на участке площадью 3,2 гектара. Указом Президиума Верховного Совета СССР от 5 октября 1949 года удостоен звания Героя Социалистического Труда за «получение высоких урожаев виноградов в 1948 году» с вручением ордена Ленина и золотой медали «Серп и Молот» (№ 4774).
Этим же указом званием Героя Социалистического Труда был награждён звеньевой Мукузанского совхоза Василий Николаевич Гетиашвили.
За выдающиеся трудовые достижения по итогам работы в 1949 и 1950 годах награждался дважды Орденом Ленина.
После выхода на пенсию проживал в родном селе Чумлаки. Дата смерти не установлена (после марта 1985 года).
Награды
- Герой Социалистического Труда
- Орден Ленина — трижды (1949; 04.09.1950; 28.07.1951)
- Орден Отечественной войны 2 степени (11.03.1985)
- Медаль «За оборону Кавказа» (01.05.1944)